# Xã Taber, Quận St. Clair, Missouri
Xã Taber (tiếng Anh: Taber Township) là một xã thuộc quận St. Clair, tiểu bang Missouri, Hoa Kỳ. Năm 2010, dân số của xã này là 190 người.